# Noble megye (Oklahoma)
Noble megye az Amerikai Egyesült Államokban, azon belül Oklahoma államban található. Megyeszékhelye és legnagyobb városa Perry. Lakosainak száma 10 924 fő (2020. április 1.). Noble megye Kay, Osage, Pawnee, Payne, Logan és Garfield megyékkel határos.

## Népesség
A megye népességének változása:
| Lakosok száma | 11 556 | 11 561 | 11 546 | 11 446 | 11 554 | 10 924 |
|               | 2010   | 2011   | 2012   | 2013   | 2015   | 2020   |